# Gare de Bourgtheroulde - Thuit-Hébert
La gare de Bourgtheroulde - Thuit-Hébert est une gare ferroviaire française de la ligne de Serquigny à Oissel, située à Thuit-Hébert, à proximité de Bourgtheroulde-Infreville, qui sont deux communes déléguées de Grand Bourgtheroulde, dans le département de l'Eure, en région Normandie.
Elle est mise en service en 1865 par la Compagnie des chemins de fer de l'Ouest.
C'est une halte de la Société nationale des chemins de fer français (SNCF), desservie par des trains régionaux du réseau TER Normandie.

## Situation ferroviaire
Établie à 120 mètres d'altitude, la gare de Bourgtheroulde - Thuit-Hébert est située au point kilométrique (PK) 33,867 de la ligne de Serquigny à Oissel, entre les gares ouvertes de Glos - Montfort (uniquement au service du fret) et d'Elbeuf - Saint-Aubin. De part et d'autre, se situent les gares fermées de Saint-Léger - Boissey et Forêt-de-la-Londe, cette dernière étant suivie de l'ancienne halte d'Orival.

## Histoire
La station de Bourgtheroulde - Thuit-Hébert est mise en service le 24 juillet 1865 par la Compagnie des chemins de fer de l'Ouest, lorsqu'elle ouvre à l'exploitation l'embranchement de Serquigny à Rouen de la ligne de Paris à Caen et à Cherbourg.

## Fréquentation
De 2015 à 2023, selon les estimations de la SNCF, la fréquentation annuelle de la gare s'élève aux nombres indiqués dans le tableau ci-dessous.
| Année     | 2015  | 2016  | 2017  | 2018  | 2019  | 2020  | 2021  | 2022   | 2023   |
| --------- | ----- | ----- | ----- | ----- | ----- | ----- | ----- | ------ | ------ |
| Voyageurs | 2 591 | 2 347 | 1 717 | 1 534 | 2 424 | 5 189 | 8 528 | 11 589 | 19 532 |

## Service des voyageurs

### Accueil
Halte de la SNCF, c'est un point d'arrêt non géré (PANG) à accès libre.

### Desserte
Bourgtheroulde - Thuit-Hébert est une gare du réseau TER Normandie, desservie par des trains régionaux reliant Rouen-Rive-Droite à Caen.

### Intermodalité
Le stationnement des véhicules est possible à proximité de l'ancien bâtiment voyageurs.